# Nationalpark Hiidenportti
Der Nationalpark Hiidenportti, originalsprachlich Hiidenportin kansallispuisto (finnisch) und Hiidenportti nationalpark (schwedisch), ist ein Nationalpark in Ostfinnland, in der Kommune Sotkamo. Der Park hat eine Fläche von 45 km². Er wurde 1982 eingerichtet.